# Premolis semirufa
Premolis semirufa là một loài bướm đêm thuộc phân họ Arctiinae, họ Erebidae.